# OGK-3
OGK-3 est une entreprise russe d'électricité qui faisait partie de l'indice RTS.

## Historique
Depuis décembre 2010, elle est contrôlé à 85 % par Inter RAO, même si elle a durant un temps été contrôlé par Norilsk Nickel.